# Ice Hotel
Ice Hotel – EP-ka amerykańskiego rapera XXXTentacion wydana 11 maja 2014 roku na Soundcloud.

## Tło
Druga EP-ka XXXTentaciona, Ice Hotel, zawiera niektóre z jego rzadkich materiałów, które są niedostępne dla większości ogółu społeczeństwa.
Podobnie jak większość jego wczesnych utworów, projekt został usunięty z SoundCloud z nieznanego powodu, którego raper nigdy nie ujawnił.

### Opis
EP, począwszy od ponurych utworów, takich jak „0C3AN” i „Ice Hotel”, po agresywne, takie jak „Fuck V2” i „sounds of the melting pot”, ukazuje wszechstronność artystyczną muzyka którą można zauważyć na całej 7-ścieżkowej EPce.
Ponadto krążek zawierał gościnne występy raperów Lil RedDot (aka Drugz) i Ski Mask the Slump God, który później był jednym z częstszych współpracowników X'a. Na krążku gościnny udział miała też piosenkarka SZA; XXXTentacion zsamplował jej utwór „Teen Spirit” w otwierającym projekt utworze tytułowym „Ice Hotel”.
W 2018 r. SZA wydała „Ice Hotel” ponownie jako singel na jej oficjalnym koncie SoundCloud.

## Lista utworów
1. Ice Hotel (gość: SZA) – 3:33 (tekst: Solána Rowe, Jahseh Onfroy – muzyka: Sir CRKS, XXXTentacion)
2. Inuyasha (gość: Lil Red dot) – 1:37 (tekst: Lil Red dot, Jahseh Onfroy – muzyka: Bitoy)
3. 0C3AN *clip – 1:23 (tekst: Jahseh Onfroy – muzyka: MYRROR)
4. Blood Stains (gość: Lil Red dot, Ski Mask the Slump God) – 5:26 (tekst: Jahseh Onfroy, Lil Red dot, Stokeley Goulbourne – muzyka: SquillsBeats)
5. VeryRareBoyz (gość: Lil Red dot, Ski Mask the Slump God) – 2:24 (tekst: Jahseh Onfroy, Lil Red dot, Stokeley Goulbourne – muzyka: KaiBeatz)
6. Sounds Of The Melting Pot – 2:28 (tekst: Jahseh Onfroy – muzyka: HYDRO (US))
7. FUCK V2 [Bonus] (gość: Ski Mask the Slump God) – 2:40 (tekst: Jahseh Onfroy, Stokeley Goulbourne – muzyka: XXXTentacion)